# Varages
Varages est une commune française située dans le département du Var, en région Provence-Alpes-Côte d'Azur.

## Géographie

### Accès
L'accès à Varages s'effectue par les routes D 35, D 561, D 554.

### Sismicité
Il existe trois zones de sismicité dans le Var : 
- Zone 0 : Risque négligeable. C'est le cas de bon nombre de communes du littoral varois, ainsi que d'une partie des communes du centre Var. Malgré tout, ces communes ne sont pas à l'abri d'un effet tsunami, lié à un séisme en mer ;
- Zone Ia : Risque très faible. Concerne essentiellement les communes comprises dans une bande allant de la montagne Sainte-Victoire au massif de l'Esterel ;
- Zone Ib : Risque faible. Ce risque, le plus élevé du département mais qui n'est pas le plus haut de l'évaluation nationale, concerne 21 communes du nord du département.

La commune de Varages est en zone sismique de très faible risque Ia.

### Climat
Pour des articles plus généraux, voir Climat de Provence-Alpes-Côte d'Azur et Climat du Var.
En 2010, le climat de la commune est de type climat méditerranéen franc, selon une étude du Centre national de la recherche scientifique s'appuyant sur une série de données couvrant la période 1971-2000. En 2020, Météo-France publie une typologie des climats de la France métropolitaine dans laquelle la commune est exposée à un climat méditerranéen et est dans la région climatique  Provence, Languedoc-Roussillon, caractérisée par une pluviométrie faible en été, un très bon ensoleillement (2 600 h/an), un été chaud (21,5 °C), un air très sec en été, sec en toutes saisons, des vents forts (fréquence de 40 à 50 % de vents > 5 m/s) et peu de brouillards. 
Pour la période 1971-2000, la température annuelle moyenne est de 13,5 °C, avec une amplitude thermique annuelle de 16,5 °C. Le cumul annuel moyen de précipitations est de 787 mm, avec 6,2 jours de précipitations en janvier et 2,7 jours en juillet. Pour la période 1991-2020, la température moyenne annuelle observée sur la station météorologique installée sur la commune est de 14,3 °C et le cumul annuel moyen de précipitations est de 786,8 mm. 
La température maximale relevée sur cette station est de 44,5 °C, atteinte le 28 juin 2019 ; la température minimale est de −12,5 °C, atteinte le 2 mars 2005,,. 
| Mois                                  | jan.          | fév.           | mars           | avril         | mai           | juin           | jui.          | août          | sep.          | oct.            | nov.            | déc.          | année      |
| ------------------------------------- | ------------- | -------------- | -------------- | ------------- | ------------- | -------------- | ------------- | ------------- | ------------- | --------------- | --------------- | ------------- | ---------- |
| Température minimale moyenne (°C)     | 1             | 0,7            | 3,4            | 5,9           | 10,1          | 14,1           | 16            | 15,6          | 12            | 9,2             | 4,7             | 1,7           | 7,9        |
| Température moyenne (°C)              | 6,1           | 6,7            | 10             | 12,7          | 17            | 21,4           | 24            | 23,7          | 19,1          | 14,9            | 9,7             | 6,5           | 14,3       |
| Température maximale moyenne (°C)     | 11,1          | 12,7           | 16,6           | 19,5          | 23,9          | 28,7           | 32            | 31,9          | 26,2          | 20,6            | 14,7            | 11,3          | 20,8       |
| Record de froid (°C) date du record   | −9,2 15.01.06 | −10,6 24.02.05 | −12,5 02.03.05 | −5,3 08.04.21 | 0,3 07.05.19  | 5,4 06.06.1989 | 8,4 14.07.07  | 7,6 31.08.06  | 2,9 19.09.01  | −4,2 30.10.1997 | −7,9 25.11.1988 | −9,1 20.12.09 | −12,5 2005 |
| Record de chaleur (°C) date du record | 22,4 28.01.08 | 23,5 26.02.21  | 28 30.03.12    | 30,7 09.04.11 | 33,9 12.05.12 | 44,5 28.06.19  | 40,4 08.07.17 | 42,1 03.08.17 | 35,4 03.09.16 | 34,4 08.10.23   | 24,6 02.11.1997 | 23,3 30.12.21 | 44,5 2019  |
| Précipitations (mm)                   | 60,5          | 42,2           | 45             | 75,1          | 73,3          | 55,4           | 28,3          | 37,9          | 90,9          | 96              | 118             | 64,2          | 786,8      |

| Diagramme climatique                                  |             |           |             |              |              |          |              |            |           |            |             |
| J                                                     | F           | M         | A           | M            | J            | J        | A            | S          | O         | N          | D           |
| 11,1160,5                                             | 12,70,742,2 | 16,63,445 | 19,55,975,1 | 23,910,173,3 | 28,714,155,4 | 321628,3 | 31,915,637,9 | 26,21290,9 | 20,69,296 | 14,74,7118 | 11,31,764,2 |
| Moyennes : • Temp. maxi et mini °C • Précipitation mm |             |           |             |              |              |          |              |            |           |            |             |

Les paramètres climatiques de la commune ont été estimés pour le milieu du siècle (2041-2070) selon différents scénarios d'émission de gaz à effet de serre à partir des nouvelles projections climatiques de référence DRIAS-2020. Ils sont consultables sur un site dédié publié par Météo-France en novembre 2022.

## Urbanisme

### Typologie
Au 1er janvier 2024, Varages est catégorisée bourg rural, selon la nouvelle grille communale de densité à sept niveaux définie par l'Insee en 2022.
Elle est située hors unité urbaine et hors attraction des villes,.

### Occupation des sols
L'occupation des sols de la commune, telle qu'elle ressort de la base de données européenne d’occupation biophysique des sols Corine Land Cover (CLC), est marquée par l'importance des forêts et milieux semi-naturels (76 % en 2018), en augmentation par rapport à 1990 (74,7 %). La répartition détaillée en 2018 est la suivante : 
forêts (70,9 %), zones agricoles hétérogènes (19,7 %), milieux à végétation arbustive et/ou herbacée (5,1 %), terres arables (2,1 %), cultures permanentes (1,3 %), zones urbanisées (0,9 %). L'évolution de l’occupation des sols de la commune et de ses infrastructures peut être observée sur les différentes représentations cartographiques du territoire : la carte de Cassini (XVIIIe siècle), la carte d'état-major (1820-1866) et les cartes ou photos aériennes de l'IGN pour la période actuelle (1950 à aujourd'hui).

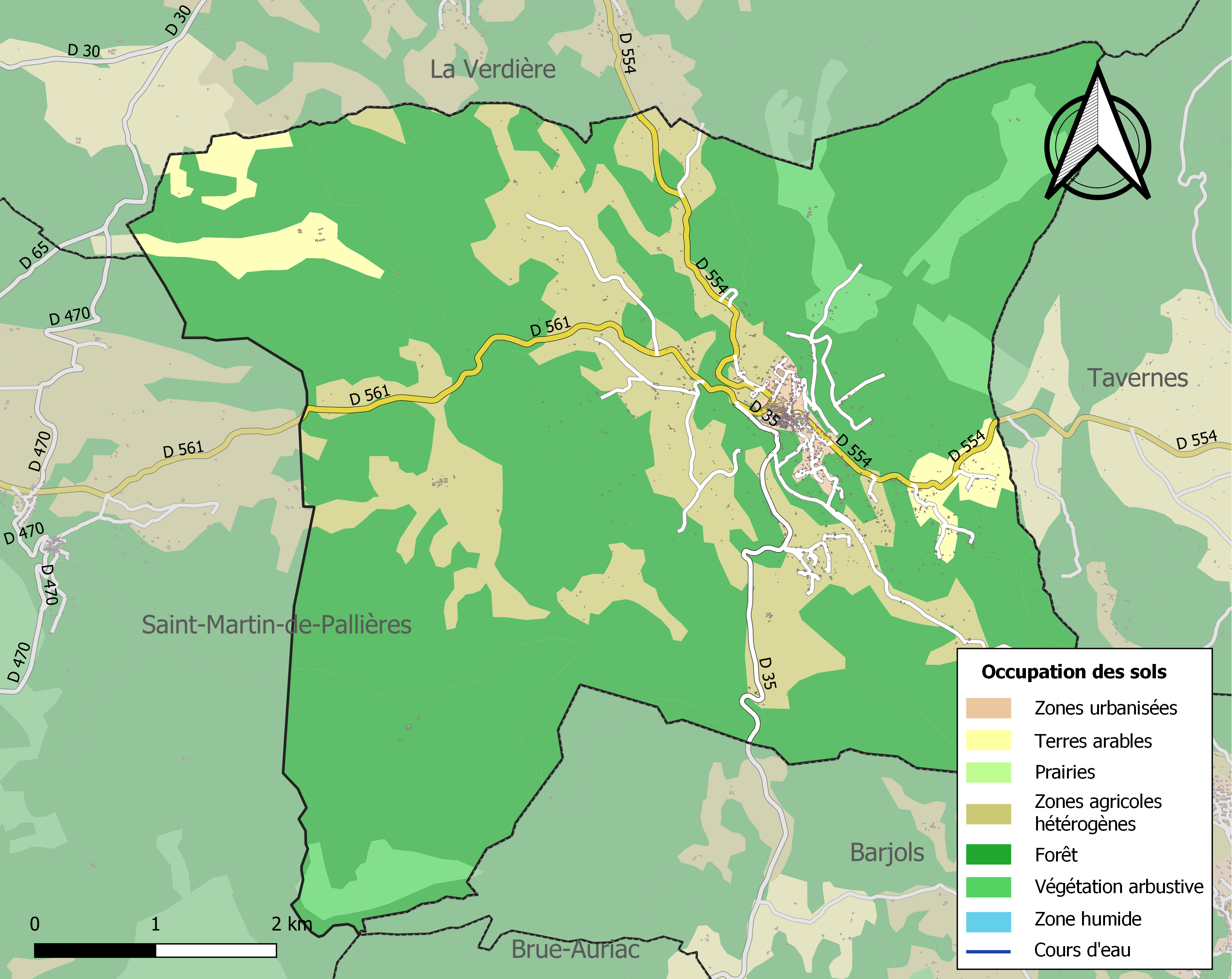
Carte des infrastructures et de l'occupation des sols de la commune en 2018 (CLC).

## Toponymie
Varages s'écrit Varage en occitan provençal selon la norme mistralienne et Varatge selon la norme classique.[réf. nécessaire]

## Histoire
Les origines
Varages est un village du haut Var bâti sur une barrière de tuf sécrété par une source abondante : la Foux. Entouré de collines boisées modelées par les caprices d'une géologie qui fait affleurer de-ci, de-là l'argile ou le sable, Varages était par excellence un pays de potiers. En 1695, il allait devenir celui de la faïence.
Joseph II Clérissy et Étienne Armand sont les premiers maîtres faïenciers de Varages. Deux magnifiques plats fabriqués par Étienne Armand sont parvenus jusqu'à nous.
L'apogée
Au XVIIIe siècle, les faïenceries se développent pleinement. On comptait, en 1789, huit fabriques, cinq moulins à vernis dont l'activité s'ajoutait à celle des potiers. À côté de la faïence commune, les Clérissy, les Niel, les Boutueil, les Bayol etc. sortent de leurs fours ces belles pièces décorées, aujourd'hui conservées dans différents musées (Sèvres, Grasse, Marseille etc.). Sans oublier celui de Varages dont il est question plus bas, dans ce même article. Les peintres s'appellent Étienne Armand le premier maître Varageois, Étienne Bertrand, François Agnel, François Laurens, Joseph Bayol, Nicolas Grosdier et bien d'autres.
Les temps difficiles
La mode de la porcelaine et la concurrence du Nord sonnent le glas de la faïence de luxe. Varages s'adapte par une multiplication des produits utilitaires. Le plus souvent en blanc, mais Louis Niel signe de très belles pièces.
La renaissance et les temps présents
L'arrivée du petit train du Sud-France vers 1890 donne un second départ aux faïenceries avec, entre autres, l'original Battaglia puis grâce à l'avènement de l'électricité, les faïenceries se mécanisent. De nos jours, après trois siècles sans interruption, les faïences de Varages sont toujours présentes avec leur manufacture, leurs faïenceries d'art et leur école de  céramique.

## Blasonnement
|  | Les armoiries de Varages se blasonnent ainsi : De gueules au lion d'or, au chef du même chargé du mot VARAGES en lettres capitales d'azur. |

## Politique et administration
| Période                                  | Période   | Identité                       | Étiquette     | Qualité                                                                                |
| ---------------------------------------- | --------- | ------------------------------ | ------------- | -------------------------------------------------------------------------------------- |
| 1790                                     | 1792      | Louis Denans                   |               | Propriétaire                                                                           |
| 1792                                     | 1793      | Louis-Amic Gros                |               | Propriétaire                                                                           |
| 1793                                     | 1797      | Jean-Joseph Vache              |               | Propriétaire                                                                           |
| 1797                                     | 1799      | Joseph Pélissier               |               | Propriétaire                                                                           |
| 1799                                     | 1802      | Marie-Antoine Gombaud          |               | Propriétaire                                                                           |
| 1802                                     | 1808      | Joseph-Thomas Boutueil         |               | Propriétaire                                                                           |
| 1808                                     | 1823      | Jean-Baptiste Vincens          |               | Colonel en retraite, gouverneur du Sénégal                                             |
| 1823                                     | 1826      | Joseph-Étienne-Marie Niel      |               | Fabricant de faïence                                                                   |
| 1826                                     | 1829      | Édouard-Louis-François Charles |               | Propriétaire                                                                           |
| 1829                                     | 1830      | Joseph-Étienne-Marie Niel      |               | Fabricant de faïence                                                                   |
| 1830                                     | 1837      | Joseph-Antoine Vincens         |               | Capitaine en retraite                                                                  |
| 1837                                     | 1841      | Joseph-Étienne-Marie Niel      |               | Fabricant de faïence                                                                   |
| 1841                                     | 1844      | Jean-Joseph-Eusèbe Reymonenq   |               | Officier de santé                                                                      |
| 1844                                     | 1847      | Joseph-Étienne-Marie Niel      |               | Fabricant de faïence                                                                   |
| 1847                                     | 1848      | Louis-Étienne Niel             |               | Fabricant de faïence                                                                   |
| 1848                                     | 1849      | Hyacinthe-Charles Arlaud       |               | Propriétaire                                                                           |
| 1849                                     | 1870      | Louis-Étienne Niel             |               | Fabricant de faïence                                                                   |
| 1870                                     | 1871      | Étienne-Lucien Bayol           |               | Négociant                                                                              |
| 1871                                     | 1876      | Louis-Étienne Niel             |               | Fabricant de faïence                                                                   |
| 1877                                     | 1878      | Gustave Pascal                 |               | Fabricant de faïence                                                                   |
| 1878                                     | 1881      | Étienne-Lucien Bayol           |               | Négociant                                                                              |
| 1881                                     | 1886      | Hector Fouque                  |               | Menuisier                                                                              |
| 1886                                     | ?         | Paul Bertrand                  |               | Fabricant de faïence                                                                   |
| Les données manquantes sont à compléter. |           |                                |               |                                                                                        |
| avant 1981                               | ?         | Paul Volpi                     | PCF           |                                                                                        |
| 1989                                     | mars 2001 | Jean-Pierre Goudal             | Apparenté PCF |                                                                                        |
| mars 2001                                | mars 2008 | Michel Partage                 | DVD           | Journaliste France 3 Méditerranée, Conseiller général du canton de Barjols (2008-2015) |
| mars 2008                                | juin 2020 | Christian Blanc                |               | Agriculteur                                                                            |
| juin 2020                                | en cours  | Guy Partage                    | DVD           |                                                                                        |

Le mandat de Michel Partage a notamment été marqué par la re-municipalisation du service de l'eau. Varages est devenue emblématique de ce choix à travers l'appel de Varages du 14 octobre 2005.

## Population et société

### Démographie
L'évolution du nombre d'habitants est connue à travers les recensements de la population effectués dans la commune depuis 1793. Pour les communes de moins de 10 000 habitants, une enquête de recensement portant sur toute la population est réalisée tous les cinq ans, les populations de référence des années intermédiaires étant quant à elles estimées par interpolation ou extrapolation. Pour la commune, le premier recensement exhaustif entrant dans le cadre du nouveau dispositif a été réalisé en 2008.

En 2022, la commune comptait 1 170 habitants, en évolution de −0,17 % par rapport à 2016 (Var : +4,98 %, France hors Mayotte : +2,11 %).
| 1793  | 1800  | 1806  | 1821  | 1831  | 1836  | 1841  | 1846  | 1851  |
| ----- | ----- | ----- | ----- | ----- | ----- | ----- | ----- | ----- |
| 1 278 | 1 400 | 1 383 | 1 435 | 1 478 | 1 494 | 1 508 | 1 496 | 1 460 |

| 1856  | 1861  | 1866  | 1872  | 1876  | 1881  | 1886  | 1891  | 1896  |
| ----- | ----- | ----- | ----- | ----- | ----- | ----- | ----- | ----- |
| 1 401 | 1 394 | 1 379 | 1 318 | 1 216 | 1 200 | 1 169 | 1 123 | 1 051 |

| 1901 | 1906 | 1911 | 1921 | 1926 | 1931 | 1936 | 1946 | 1954 |
| ---- | ---- | ---- | ---- | ---- | ---- | ---- | ---- | ---- |
| 913  | 916  | 900  | 723  | 735  | 723  | 721  | 702  | 763  |

| 1962 | 1968 | 1975 | 1982 | 1990 | 1999 | 2006  | 2008  | 2013  |
| ---- | ---- | ---- | ---- | ---- | ---- | ----- | ----- | ----- |
| 726  | 829  | 772  | 766  | 902  | 880  | 1 059 | 1 111 | 1 145 |

| 2018  | 2022  | - | - | - | - | - | - | - |
| ----- | ----- | - | - | - | - | - | - | - |
| 1 184 | 1 170 | - | - | - | - | - | - | - |

### Personnalités liées à la commune
- L'amiral Jacques Lanxade, ancien chef d'état-major particulier du président de la République de 1989 à 1991 et ancien chef d'État-Major des armées françaises, de 1991 à 1995. En 1995, il est nommé ambassadeur en Tunisie où il reste jusqu'en 1999.
- Jacques Dewatre, élève de l'École spéciale militaire de Saint-Cyr, il est d'abord officier parachutiste. Après quinze ans de carrière militaire, il quitte l'armée avec le grade de commandant pour intégrer le corps préfectoral en 1974. Sous-préfet dans l'Aude, en Haute-Savoie, puis en Polynésie française, il est chef de cabinet du ministre de la Coopération et du Développement de 1981 à 1984. Sous-préfet des Yvelines de 1984 à 1985, il est nommé ensuite préfet, directeur de la Défense et de la Sécurité civile, puis préfet de Guyane (1986-1988), de Saône-et-Loire (1988-1991), de La Réunion (1991-1992), et des Yvelines (1992-1993). Il est directeur général de la DGSE du 7 juin 1993 au 19 décembre 1999, ce qui en fait le responsable le plus longtemps resté à ce poste. Il est nommé le 15 mars 2000 ambassadeur de France en Éthiopie, poste qu'il quitte le 9 juillet 2001, ayant atteint la limite d'âge.
- Le général Gassendi (1748-1828) général d'Empire, dont la maison à Varages abrite aujourd'hui le musée des Faïences.

### La production faïencière de nos jours
De nos jours, la production de faïence à Varages se perpétue au côté de la manufacture reprise par une SCOP formée par les anciens salariés. Les six faïenceries d’Art mettent à l’honneur une production de qualité, renouant avec les magnifiques productions des siècles passés. Pour soutenir l’activité céramiste en Provence, l’école Joseph-Clérissy forme des décorateurs en céramique. Varages offre une importante gamme de produits, arts de la table unis avec une large palette de couleurs  ou décorés, luminaires, objets de décoration, etc. Les formes et les décors sont très variés, certains inspirés de la tradition d’autres plus contemporains.

## Lieux et monuments
- Église Notre-Dame-de-Nazareth de Varages. L'édifice a été inscrit au titre des monuments historiques en 1971[21].

Musée des faïences de Varages

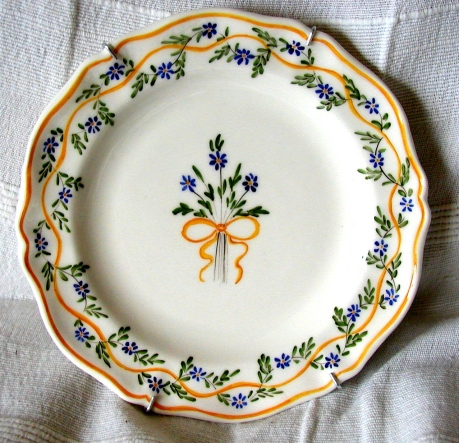
Faïence de Varages du XVIIIe siècle.

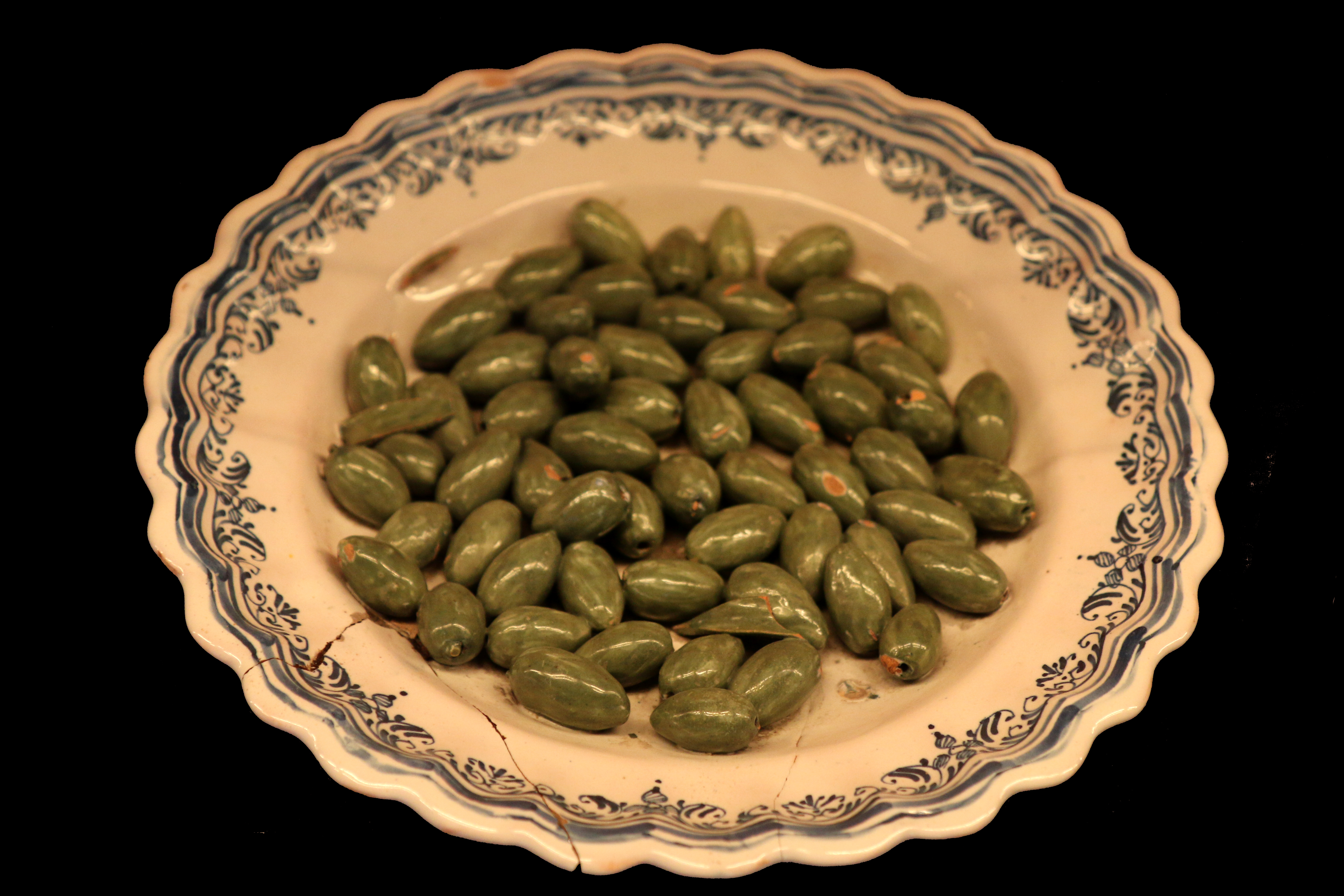
Assiette avec olives, fin XVIIIe siècle.

Installé dans l'ancienne demeure du général d'Empire Gassendi, le musée retrace la belle production faïencière de Varages depuis la fin du XVIIe siècle. Il offre aux visiteurs un espace de plus de 250 m² sur trois niveaux, qui abrite une présentation des techniques de fabrication et une magnifique collection de plus de 700 pièces. Le rez-de-chaussée est consacré à l’explication des différentes techniques de fabrication, d’émaillage et de décoration, ainsi que leurs évolutions. Les deux étages supérieurs sont consacrés à l’exposition de la collection et montrent l’évolution décorative et artistique de Varages de 1695 à nos jours.
Coopérative oléicole.
Varages possède une coopérative oléicole récemment modernisée, et  qui produit une huile de grande qualité  qui a déjà obtenu des récompenses notamment au Salon Agricole de Paris. On peut la visiter.